# Chuandong lièquǎn
Chuandong lièquǎn (川东猎犬 (kinesiska)) är en hundras från Kina. Den är en jagande molosserhund som också använts som tempelhund. Dess anor anses kunna räknas tillbaka till Handynastin för mer än två tusen år sedan. Dess ursprung är Sichuan. Rasen är nationellt erkänd av den kinesiska kennelklubben China Kennel Union (CKU) samt av den nederländska kennelklubben Raad van Beheer op Kynologisch Gebied in Nederland (RKN).